# Ansitz Angerburg

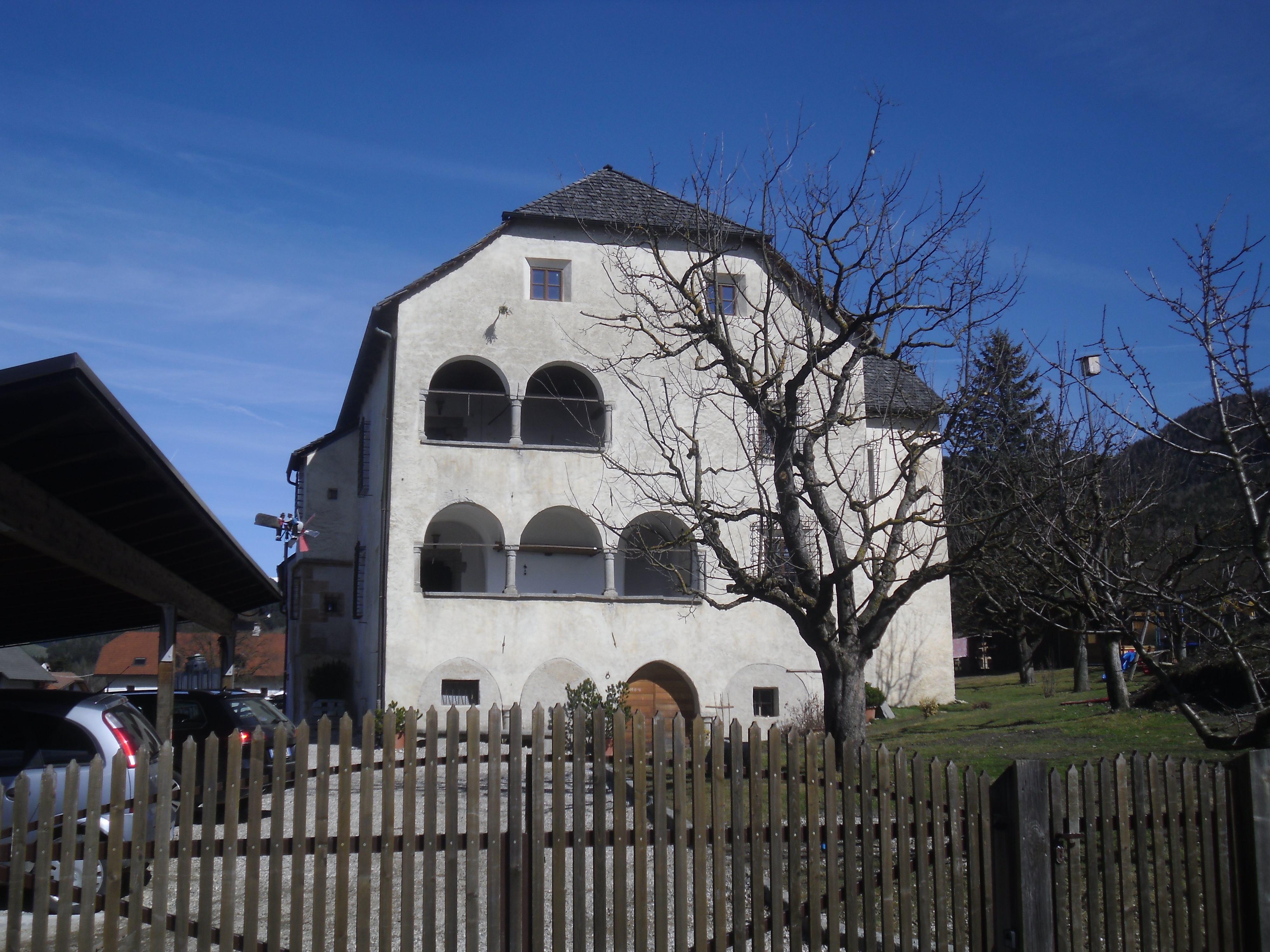
Ansitz Angerburg in Reischach

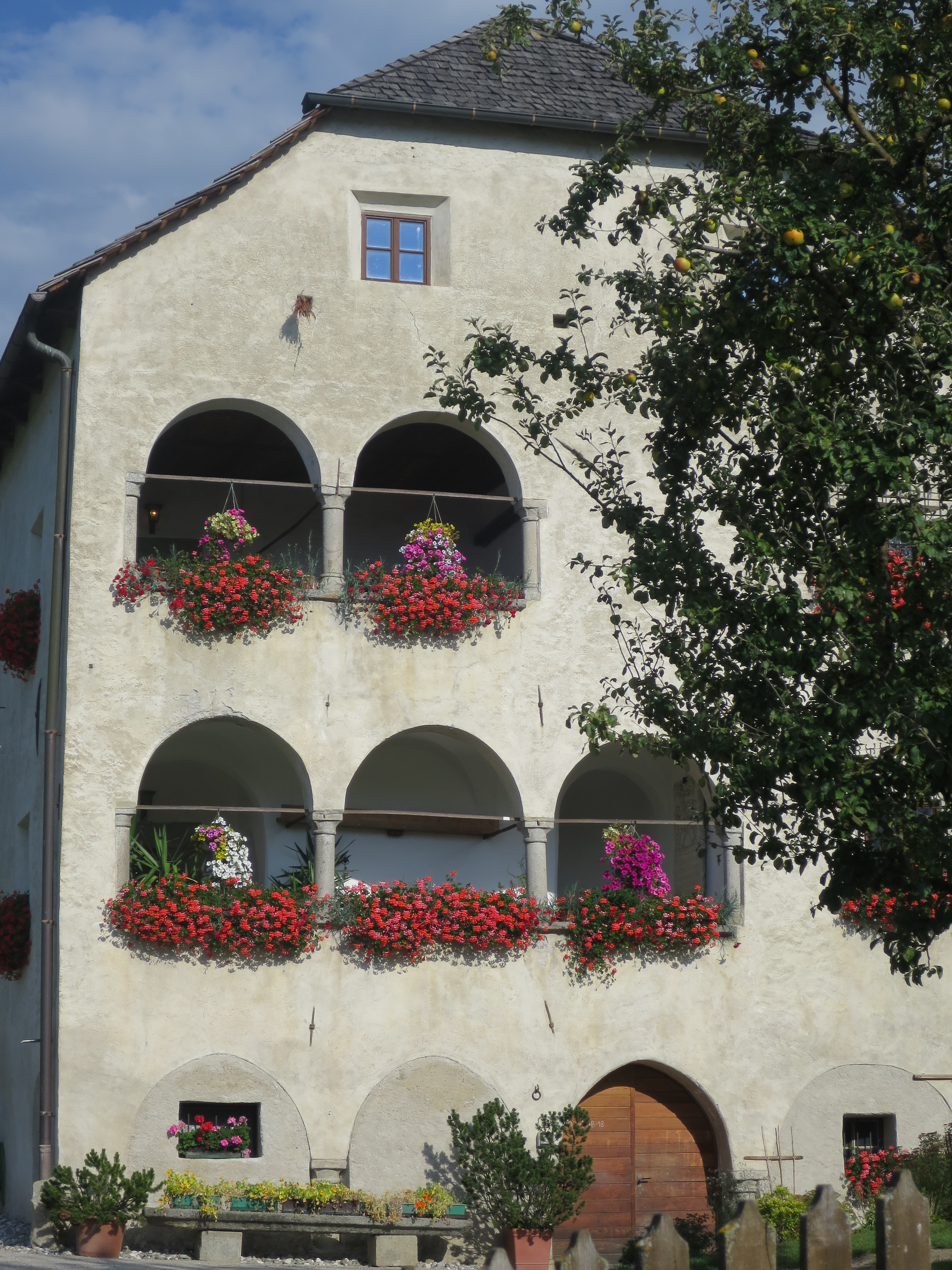
Fassadenansicht

Angerburg ist ein alter Ansitz in Reischach, einer Fraktion der Gemeinde Bruneck in Südtirol.

## Geschichte
Angerburg, ein altes Lehen des Hochstifts Brixen, war Stammsitz der seit dem 11. Jahrhundert als dortige Grundherren nachgewiesenen Herren von Reschon, Ministeriale der Fürstbischöfe von Brixen, die 1373 im Mannesstamm ausgestorben sind. 1485 fiel es an den Bürger von Bruneck Sigmund Kirchmair, sowie 1495 an den Bürger von Bruneck Sebastian Prack. Christoph Prack ließ den Ansitz umbauen und erweitern. Die Prack von Asch führten nach dem Edelsitz das Prädikat „von und zu Angerburg“. 1562 erhielt die Familie von Kaiser Ferdinand I. eine Adelsbestätigung, sowie 1592 von Erzherzog Ferdinand II. die Eintragung in die Tiroler Adelsmatrikel. Spätere Eigentümer waren 1675 Eleonore Feichtner, Hans Huber, die Freiherren von Sternbach, 1817 Peter Mutschlechner, 1825 Christoph von Klebelsberg und darauf dessen Sohn, Dr. Karl von Klebelsberg. Der Ansitz Angerburg steht seit dem 13. Januar 1951 unter Denkmalschutz. Er weist ein dreigeschossiges Renaissance-Stiegenhaus mit Säulen-Loggien auf. Ein Saal ist mit einem Kreuzgratgewölbe versehen.   